# Бурнонвиль, Шарлотта
Шарлотта Бурнонвиль (дат. Charlotte Bournonville, 29 ноября 1832 — 22 марта 1911) — датская оперная певица (меццо-сопрано) и актриса театра.

## Биография
Шарлотта Бурнонвиль родилась в Копенгагене в 1832 г. Её родителями были известный датский балетмейстер Август Бурнонвиль и Хелена Фредрика Хоканссон. Шарлотта брала уроки пения у датского музыканта Карла Хельстеда в Копенгагене, Арлет в Вене и Джованни Ламперти в Милане. В начале 1857 г. она выступала с концертами в Париже, а в июле того же года её пригласили в Стокгольм в Королевскую оперу, где она выступила с несколькими концертами и сыграла роль Фидес в опере «Пророк» Джакомо Мейербера. Зимой 1858—1859 гг. она выступала в Гамбурге и Франкфурте.
В дальнейшем Шарлотта вернулась в Копенгаген, где в Королевском театре Дании получила постоянное место до 1884 г. В театре она вначале играла в водевилях, затем начала исполнять партии в операх: Азучену в «Трубадуре» Верди, Диану в «Алмазах короны» Обера, мадам Бертран в «Масоне», Марту в «Фаусте» Гуно, Маргариту в «Белой даме» Буальдьё.
Соперничество с другой оперной певицей, Йосефиной Синк, привело к тому, что Шарлотта Бурнонвиль выступала всё реже, а в 1883 г. окончательно покинула сцену.
Шарлотта дала несколько уроков пения дочерям датского короля Кристиана IX. В знак признательности король в 1864 г. присвоил ей статус королевской придворной певицы.
Шарлотте Бурнонвиль скончалась в Копенгагене в 1911 г. и была похоронена на кладбище Асминдерод во Фреденсборге.